# Den långsamma blomman
Den långsamma blomman utkom den 26 maj 2004 och är ett studioalbum av Shirley Clamp. Det var hennes debutalbum, och placerade sig som högst på tredje plats på den svenska albumlistan.

## Låtlista
1. "För den som älskar"
2. "Min kärlek"
3. "Eviga längtan"
4. "Ingenting finns kvar"
5. "Den långsamma blomman"
6. "Det är så enkelt"
7. "Dårarnas natt"
8. "Ber en liten bön"
9. "Jag fick låna en ängel"
10. "Äntligen" ("Mr. Memory")
11. "Vågar inte än"
12. "Det är du"
13. "Champions" (Officiell sång för Sveriges damlandslag i fotboll 2004)
14. "Du är allt"

## Listplaceringar
| Lista (2004-2005) | Topplacering |
| ----------------- | ------------ |
| Sverige           | 3            |

### Fotnoter
1. ↑  Listplacering